# 몬테돈첼리역
몬테돈첼리(Montedonzelli) 역은 이탈리아 나폴리 지하철 1호선의 역이다. 나폴리 아르넬라 구역의 피에트로 카스텔리노 로와 산 자코모 데 카프리 로가 만나는 지점의 조아키노 무라 로(Via Gioacchino Murat)에 위치해 있다.

## 상세
1993년 나폴리 지하철 1호선 반비텔리-콜리 아미네이 구간이 개통되면서 영업에 들어갔다. 2006년 2월에는 프란체스코 델레르바 로 부근의 피에트로 카스텔리노 로를 따라 지하터널을 조성해 몬테돈첼리 거리까지 이어지는 두번째 출구를 조성하였다. 역내에는 무빙워크와 에스컬레이터가 있으며, 역 외부에는 녹지와 레저시설이 있다. 근처에 엔리코 데 니콜라 공대가 자리잡고 있기 때문에 이용객이 많은 편이다.

## 시설
이 역에는 다음과 시설이 있다.
- 매표기

## 환승
- 버스 정류장